# Épannes
Épannes ist eine französische Gemeinde mit 851 Einwohnern (Stand: 1. Januar 2022) im Département Deux-Sèvres in der Region Nouvelle-Aquitaine. Sie gehört zum Arrondissement Niort und zum Kanton Frontenay-Rohan-Rohan.

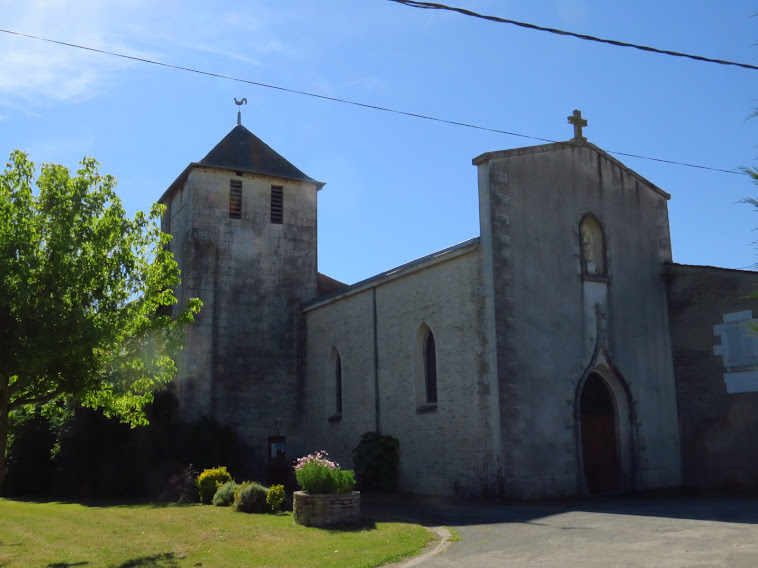
Église Sainte-Madeleine

## Geographie
Épannes liegt in der Landschaft Saintonge am Rand der Marais Poitevin. Das Gemeindegebiet gehört zum Regionalen Naturpark Marais Poitevin. Umgeben wird Épannes von den Nachbargemeinden Amuré im Norden und Nordwesten, Frontenay-Rohan-Rohan im Norden und Nordosten, Vallans im Osten, La Rochénard im Süden und Südosten, Prin-Deyrançon im Westen und Südwesten sowie Le Bourdet im Nordwesten.
Durch die Gemeinde führt die Route nationale 11.

## Bevölkerungsentwicklung
| Jahr                      | 1962 | 1968 | 1975 | 1982 | 1990 | 1999 | 2006 | 2013 |
| Einwohner                 | 378  | 380  | 388  | 448  | 538  | 717  | 778  | 798  |
| Quelle: Cassini und INSEE |      |      |      |      |      |      |      |      |

## Sehenswürdigkeiten
- Kirche Sainte-Madeleine
- Schloss